# Hepcat
Hepcat és un grup de ska format al sud de Califòrnia l'any 1989.
Les seves harmonies i els seus ritmes són molt propers a la música dels anys 60 i molt especialment a l'ska jamaicà també anomenat First Wave Ska.

## Trajectòria
Hepcat debuta amb l'àlbum, Out of Nowhere l'any 1993 al segell de música ska novayorquès Moon Records. Dos anys després generen el seu següent treball Scientific amb BYO Records. L'any 1998, després de treballar amb Epitaph Records un subsegell de Hellcat Records, enregistren el mític àlbum Right on Time. L'any 2000 veu el llançament de Push n' Shove, el primer disc enregistrat sense els membres fundadors Raul Talavera i Alex Désert.
L'any 2000 el grup se separa, però l'any 2003 es reunifica comptant de nou entre les seves fileres amb Raul Talavera.

## Discografia
- Out of Nowhere (1993), Moon Ska Records
- Scientific (1996), BYO Records
- Right on Time (1998), Hellcat Records
- Push 'n Shove (2000), Hellcat Records
- Out of Nowhere (Hellcat re-release with two bonus tracks) (2004)

## Membres actuals
- Greg Lee - veus
- Alex Désert - veus
- Deston Berry - teclats i veus
- Efren Santana - saxo tenor
- Kincaid Smith - trompeta
- Lino Trujillo - guitarra
- Greg Narvas - bateria i percussions

## Altres membres
- David Fuentes - baix
- Raul Talavera - saxo alt
- Dave Hillyard - saxo tenor
- Joey Aguilera - guitarra
- Dennis Wilson - guitarra
- Aaron Owens - guitarra
- Chris Castanon - bateria
- Scott Abels - bateria i percussions